# Веббригади

Логотип веббригади

Веббрига́ди (Бригада-RU[джерело?] чи Бригада-G) — назва гіпотетичних підрозділів спецслужб світу, які беруть участь у політичних блогах та інтернет-форумах для дезінформації, запобігання вільного обговорення небажаних тем та заглушування поглядів, небажаних, з точки зору можновладців.
На відміну від старих часів, коли головним завданням мережі агентів було дізнатися, хто та що говорить, веббригади займаються тим, що самі активно впливають на тематику та характер обговерення створюючи враження провладної підтримки та засуджуючи опозиційні настрої.
Твердження про існування веббригад були зроблені в статті «Віртуальні очі Великого брата» французьким журналістом Ганною Полянською в квітні 2003 року, в США інтернет-ЗМІ Вісник
Інтернет.